# Marko Asmer

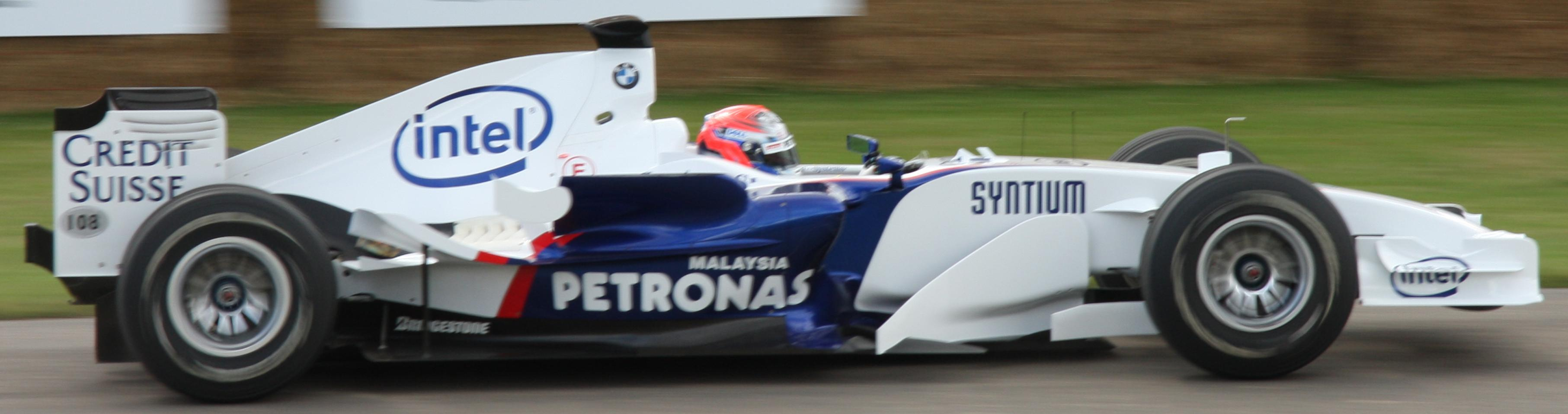
Marco Asmer im BMW Sauber F1.06, beim Festival of Speed in Goodwood 2008

Marko Asmer (* 30. Juli 1984 in Tallinn, Estnische SSR) ist ein estnischer Rennfahrer. 

## Karriere
2007 gewann er die Britische Formel-3-Meisterschaft und bestritt erste Tests in der Formel 1. Damit ist er der erste estnische Rennfahrer in der höchsten Motorsportkategorie. Für 2008 wurde er vom BMW Sauber F1 Team als Testfahrer verpflichtet. Ab dem vierten Rennwochenende der Saison 2008 in Magny-Cours ging Asmer für das Team Fisichella Motor Sport in der GP2-Serie an den Start.
Nachdem er seine Formelkarriere aus Budgetgründen 2009 beenden musste und zunächst nur noch sporadisch startete, versuchte Asmer 2014 ein Comeback im Sportwagenbereich. 2014 startete er unter anderem auf einem McLaren MP4-12C GT3 des MRS-GT-Racing-Teams im ADAC GT Masters. 2015 folgte eine Saison in der Blancpain GT Serie.  

## Privates
Asmers Vater ist der frühere Rennfahrer und fünffache sowjetische Rennsportmeister Toivo Asmer, der zwischen 1999 und 2003 zudem Innenminister Estlands war.
Seit 2020 ist Asmer Manager des estnischen Red-Bull-Junior-Team-Rennfahrers Jüri Vips.

## Statistik

### Meistertitel
- 1996 Estnische Kart-Meisterschaft (Raket-Klasse)
- 1998 Estnische Kart-Meisterschaft (ICA Junior-Klasse)
- 1999 Estnische Kart-Meisterschaft (ICA Junior-Klasse)
- 1999 Finnische Kart-Meisterschaft (Junior A-Klasse)
- 2007 Britische Formel 3 Meisterschaft